# Eduard Rosenstock
Eduard Rosenstock (* 24 de marzo de 1856 , Erfurt - 20 de septiembre de 1938 ibíd.) fue un horticultor, y botánico alemán.

## Algunas publicaciones
- 1878. Ueber gewisse systeme von kegelschnitten, welche mit einer gegebenen ellipse eine berührung zweiter ordnung haben ... 18 pp.
- 1900. Aspidium libanoticum n. sp. von Prof. Dr. [Eduard] Rosenstock Gotha. N.º 9 de (Mémoires de l'Herbier Boissier). 2 pp.
- 1902. Ueber einige Farne aus dem südlichen Mitteleuropa. 8 pp.
- 1905. Einige neue Farne aus Südbrasilien (Algunos helechos nuevos del sur de Brasil)
- 1909. Filices novae I-V
- 1909. Filices Spruceanae adhuc nondum descriptae, in Herbario Rolandi Bonapartii Principis asservatae. 22 pp.
- 1910. Filices costaricenses. 4 pp.
- 1915. Filices brasilienses novae

## Honores

### Epónimos
- (Hymenophyllaceae) Rosenstockia Copel.[1]

- La abreviatura «Rosenst.» se emplea para indicar a Eduard Rosenstock como autoridad en la descripción y clasificación científica de los vegetales.[2]